# يولاندا من كورتيناي
يولاندا دي كورتيناي (حوالي. 1200 - 1233) كانت ملكة المجر باعتبارها الزوجة الثانية لـ أندرو الثاني.
هي ابنة بيتر الثاني من كورتيناي سليل لويس السادس ملك فرنسا، وزوجته يولاندا دي فلاندرز، وأيضا هي والدة يولاندا من المجر زوجة خايمي الأول ملك أراغون.